# Lamprotornis acuticaudus
Lamprotornis acuticaudus là một loài chim trong họ Sturnidae.